# Liber regum seu vita Davidis

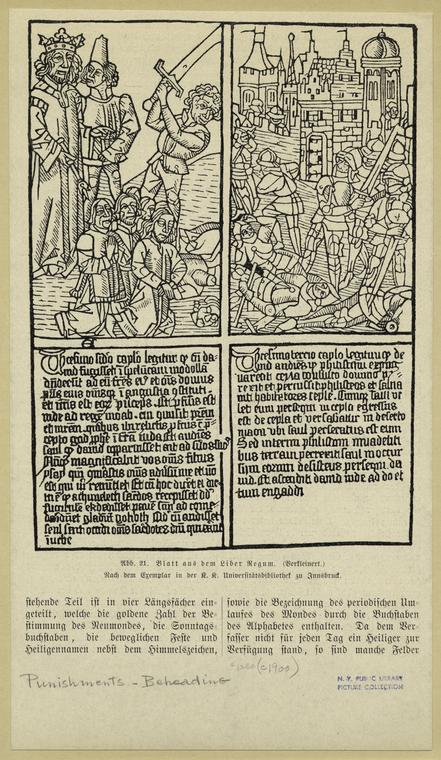
Drzeworyt z Liber regum seu vita Davidis

Liber regum seu vita Davidis (Księga królów lub życiorys Dawida) – książka blokowa powstała około roku 1470 prawdopodobnie w Niderlandach. Ryciny do niej wykonano przypuszczalnie w Burgundii.
Inkunabuł powstał w oparciu o księgi Starego Testamentu. Poświęcona jest dziejom króla Dawida, jako protoplasty Chrystusa i twórcy Psalmów. Jego historia została odbita w technice drzeworytowej na dwudziestu kartach po jednej stronie, poczynając od historii Saula i Dawida po śmierć tego ostatniego. Każda karta podzielona była na cztery pola, gdzie dwa górne zawierały ryciny a dwa dolne łaciński tekst ksylograficzny. Analiza strojów przedstawionych postaci pozwoliła na ustalenie miejsca powstania rycin.
Obecnie zachowało się tylko jedno wydanie tej książki ksylograficznej, przechowywane w Bibliotece Narodowej w Wiedniu.